# Coupe d’Europe 2014/15

Logo CEB (ausrichtender Verband)

Der Coupe d’Europe 2014/15 ist ein Dreiband-Mannschaftsturnier im Karambolage. Die 57. Auflage eines Endturniers fand wieder in der Türkei statt, weil der letztjährige Sieger Bahcelievler Belediye Spor Kulübü als Titelverteidiger das Ausrichterrecht wahrnahm.

## Allgemeine Informationen
| Spielstätte | Siyavuşpaşa Sports Center – Siyavuşpaşa Mah. Çavuş Paşa Cd. Oğuzhan Sok. No:9 Bahcelievler Istanbul |
| Regelwerk   | CEB – EOR 2                                                                                         |
| Spielmodi   | 2 Gruppen je 3 Vereine je 4 Spieler; 1. & 2. Platzierter kommen in die Finalrunde (½ Finale)        |
| Distanz     | 40 Bälle (Punkte) ohne Nachstoß                                                                     |

## Qualifikationsgruppen für die Endrunde in Istanbul

### Ausscheidungsgruppe A inAthenGriechenlandGriechenland
Abschlusstabelle
| Platz | Name            | MP | PP    | Pkt. | Aufn. | MGD   | BMD   | HS |
| ----- | --------------- | -- | ----- | ---- | ----- | ----- | ----- | -- |
| 1     | A.E.J./Dallinga | 6  | 23:1  | 480  | 260   | 1,846 | 2,000 | 20 |
| 2     | CB Mataro       | 4  | 15:9  | 413  | 374   | 1,104 | 1,164 | 17 |
| 3     | Masters B.C.    | 2  | 10:14 | 358  | 370   | 0,967 | 1,059 | 7  |
| 4     | AB Luxembourg   | 0  | 0:24  | 209  | 376   | 0,555 | –     | 6  |

### Ausscheidungsgruppe B inPorciaItalienItalien
Abschlusstabelle
| Platz | Name            | MP | PP    | Pkt. | Aufn. | MGD   | BMD   | HS |
| ----- | --------------- | -- | ----- | ---- | ----- | ----- | ----- | -- |
| 1     | BC Andernos     | 6  | 22:10 | 575  | 432   | 1,331 | 1,568 | 14 |
| 2     | Etasis BSK      | 6  | 21:11 | 584  | 491   | 1,189 | 1,376 | 10 |
| 3     | Bristol Odense  | 6  | 20:12 | 563  | 460   | 1,223 | 1,254 | 17 |
| 4     | Green Planet G. | 1  | 9:23  | 515  | 500   | 1,030 | 0,937 | 10 |
| 5     | BSK Union Wien  | 1  | 8:24  | 469  | 507   | 0,925 | 0,965 | 18 |

### Ausscheidungsgruppe C inPortoPortugalPortugal
Abschlusstabelle
| Platz | Name                   | MP | PP    | Pkt. | Aufn. | MGD   | BMD   | HS |
| ----- | ---------------------- | -- | ----- | ---- | ----- | ----- | ----- | -- |
| 1     | Futebol Clube de Porto | 8  | 26:6  | 634  | 506   | 1,252 | 1,481 | 22 |
| 2     | BCC Witten 1931        | 6  | 19:13 | 561  | 515   | 1,089 | 1,290 | 9  |
| 3     | D.L. Sails             | 4  | 18:14 | 512  | 615   | 0,832 | 0,950 | 10 |
| 4     | BC Zürich              | 2  | 15:17 | 483  | 622   | 0,776 | 0,864 | 11 |
| 5     | BC De Goeie Queue      | 0  | 2:30  | 449  | 648   | 0,692 | –     | 9  |

### Ausscheidungsgruppe D inSabadellSpanienSpanien
Abschlusstabelle
| Platz | Name                               | MP | PP    | Pkt. | Aufn. | MGD   | BMD   | HS |
| ----- | ---------------------------------- | -- | ----- | ---- | ----- | ----- | ----- | -- |
| 1     | BK Grøndal                         | 7  | 26:6  | 610  | 487   | 1,252 | 1,355 | 14 |
| 2     | Societat Coral Colón               | 7  | 25:7  | 632  | 476   | 1,327 | 1,467 | 14 |
| 3     | Wiener Billard Assoziation         | 4  | 18:14 | 547  | 634   | 0,862 | 1,081 | 12 |
| 4     | As. Sportive Laxovienne de Billard | 2  | 9:23  | 475  | 546   | 0,869 | 0,993 | 12 |
| 5     | La Chaux-de-Fonds                  | 0  | 2:30  | 323  | 609   | 0,530 | –     | 6  |

### Ausscheidungsgruppe D inBergisch GladbachDeutschlandDeutschland
Abschlusstabelle
| Platz | Name                   | MP | PP    | Pkt. | Aufn. | MGD   | BMD   | HS |
| ----- | ---------------------- | -- | ----- | ---- | ----- | ----- | ----- | -- |
| 1     | All Games Alcamo       | 4  | 14:10 | 432  | 558   | 0,774 | 0,853 | 7  |
| 2     | Leça Futebol Clube     | 4  | 14:10 | 410  | 477   | 0,859 | 0,907 | 10 |
| 3     | BC Deurne              | 3  | 12:12 | 440  | 507   | 0,867 | 0,893 | 12 |
| 4     | Bergisch-Gladbacher BC | 1  | 8:16  | 396  | 492   | 0,804 | 0,946 | 7  |

## Finalrunde in Istanbul

### Gruppenphase
Gespielt wurde am 29. und 30. Mai 2015 im Round-Robin-Modus.

#### Gruppeneinteilung
| Gruppe A | Gruppe A                          | Gruppe A                                                                          | Gruppe A | Gruppe A    |
|          | Verein                            | Spieler                                                                           | Reserve  | Nation      |
| -------- | --------------------------------- | --------------------------------------------------------------------------------- | -------- | ----------- |
| A1       | Bahcelievler Belediye Spor Kulübü | - Tayfun Taşdemir - Lütfi Çenet - Murat Naci Çoklu - Adnan Yüksel                 |          | Turkei      |
| A2       | Futebol Clube do Porto            | - Torbjörn Blomdahl - Daniel Sánchez - Joao Pedro Ferreira - Rui Manuel Costa     |          | Portugal    |
| A3       | BK Grøndal                        | - Dion Nelin - Tonny Carlsen - Lars Dunch - Michael Lohse                         |          | Danemark    |
| Gruppe B |                                   |                                                                                   |          |             |
|          | Verein                            | Spieler                                                                           | Reserve  | Nation      |
| B1       | A.E.J./Dallinga                   | - Frédéric Caudron - Dick Jaspers - Eddy Merckx - Jean Paul de Bruijn             |          | Niederlande |
| B2       | Billard Club Andernos             | - Filipos Kasidokostas - Roland Forthomme - Jérôme Barbeillon - Francis Connesson | –        | Frankreich  |
| B3       | All Games Alcamo                  | - Michele Notarrigo - Emilio Sciacca - Francesco Orlando - Libero Picciano        |          | Italien     |

#### Ergebnisse
| Pkt.  | erzielte Punkte                                                                                          |
| Aufn. | benötigte Aufnahmen (beim Sieger zum Gewinn)                                                             |
| ED    | Einzeldurchschnitt                                                                                       |
| GD    | Generaldurchschnitt (alle Spiele. Punkte ÷ Aufnahmen; je höher desto besser)                             |
| BMD   | Bester Mannschaftsdurchschnitt (alle Spieler. Punkte ÷ Aufnahmen; je höher desto besser)                 |
| BED   | Bester Einzeldurchschnitt eines Spielers                                                                 |
| HS    | Höchstserie; höchste Anzahl der Karambolagen die während einer Aufnahme gespielt wurden                  |
| MP    | Match Points (Sieger = 2; Unentschieden = 1; Verlierer = 0; Bei Gleichstand kommt der bessere GD weiter) |
| PP    | Partie Punkte (Sieger = 2; Verlierer = 0)                                                                |
|       | Die beiden Gruppenersten erhalten Einzug in die Hauptrunde                                               |
|       | Beste HS des Turniers                                                                                    |
|       | Bester ED des Turniers                                                                                   |

##### Gruppe A
| Spiel | Gruppe | Name                                 | MP | Pkt. | Aufn. | ED    | HS |
| ----- | ------ | ------------------------------------ | -- | ---- | ----- | ----- | -- |
| 1     | A2     | Torbjörn Blomdahl (FC Porto)         | 2  | 40   | 22    | 1,818 | 5  |
| 1     | A3     | Dion Nelin (BK Grøndal)              | 0  | 24   | 22    | 1,090 | 6  |
| 2     | A2     | Daniel Sánchez (FC Porto)            | 2  | 40   | 28    | 1,428 | 5  |
| 2     | A3     | Tonny Carlsen (BK Grøndal)           | 0  | 37   | 28    | 1,321 | 6  |
| 3     | A2     | Joao Pedro Ferreira (FC Porto)       | 2  | 40   | 32    | 1,250 | 4  |
| 3     | A3     | Lars Dunch (BK Grøndal)              | 0  | 32   | 32    | 1,000 | 5  |
| 4     | A2     | Rui Manuel Costa (FC Porto)          | 1  | 40   | 34    | 1,176 | 5  |
| 4     | A3     | Michael Lohse (BK Grøndal)           | 1  | 40   | 34    | 1,176 | 7  |
| 5     | A1     | Tayfun Taşdemir (B. B. Spor Kulübü)  | 2  | 40   | 18    | 2,222 | 10 |
| 5     | A2     | Torbjörn Blomdahl (FC Porto)         | 0  | 27   | 18    | 1,500 | 6  |
| 6     | A1     | Lütfi Çenet (B. B. Spor Kulübü)      | 1  | 40   | 19    | 2,105 | 13 |
| 6     | A2     | Daniel Sánchez (FC Porto)            | 1  | 40   | 19    | 2,105 | 8  |
| 7     | A1     | Murat Naci Çoklu (B. B. Spor Kulübü) | 2  | 40   | 23    | 1,739 | 8  |
| 7     | A2     | Joao Pedro Ferreira (FC Porto)       | 0  | 39   | 23    | 1,695 | 9  |
| 8     | A1     | Adnan Yüksel (B. B. Spor Kulübü)     | 2  | 40   | 14    | 2,857 | 10 |
| 8     | A2     | Rui Manuel Costa (FC Porto)          | 0  | 15   | 14    | 1,071 | 6  |
| 9     | A1     | Tayfun Taşdemir (B. B. Spor Kulübü)  | 1  | 40   | 20    | 2,000 | 7  |
| 9     | A3     | Dion Nelin (BK Grøndal)              | 1  | 40   | 20    | 2,000 | 8  |
| 10    | A1     | Lütfi Çenet (B. B. Spor Kulübü)      | 2  | 40   | 20    | 2,000 | 8  |
| 10    | A3     | Tonny Carlsen (BK Grøndal)           | 0  | 30   | 20    | 1,500 | 6  |
| 11    | A1     | Murat Naci Çoklu (B. B. Spor Kulübü) | 1  | 40   | 30    | 1,333 | 7  |
| 11    | A3     | Lars Dunch (BK Grøndal)              | 1  | 40   | 30    | 1,333 | 9  |
| 12    | A1     | Adnan Yüksel (B. B. Spor Kulübü)     | 2  | 40   | 17    | 2,352 | 7  |
| 12    | A3     | Michael Lohse (BK Grøndal)           | 0  | 28   | 17    | 1,647 | 4  |

| Gruppenabschluss |        |                                   |     |      |      |       |       |       |       |    |
| Platz            | Gruppe | Name                              | MP  | PP   | Pkt. | Aufn. | GD    | BMD   | BED   | HS |
| 1                | A      | Bahcelievler Belediye Spor Kulübü | 4:0 | 13:3 | 320  | 161   | 1,987 | 2,162 | 2,857 | 10 |
| 2                | A      | Futebol Clube do Porto            | 2:2 | 8:8  | 281  | 190   | 1,478 | 1,379 | 2,105 | 9  |
| 3                | A      | BK Grøndal                        | 0:4 | 3:13 | 271  | 203   | 1,334 | –     | 2,000 | 9  |

##### Gruppe B
| Spiel | Gruppe | Name                                         | MP | Pkt. | Aufn. | ED    | HS |
| ----- | ------ | -------------------------------------------- | -- | ---- | ----- | ----- | -- |
| 1     | B2     | Filipos Kasidokostas (Billard Club Andernos) | 2  | 40   | 19    | 2,105 | 9  |
| 1     | B3     | Michele Notarrigo (All Games Alcamo)         | 0  | 14   | 19    | 0,736 | 5  |
| 2     | B3     | Roland Forthomme (Billard Club Andernos)     | 2  | 40   | 35    | 1,142 | 6  |
| 2     | B2     | Emilio Sciacca (All Games Alcamo)            | 0  | 37   | 35    | 1,057 | 4  |
| 3     | B3     | Jérôme Barbeillon (Billard Club Andernos)    | 2  | 40   | 20    | 2,000 | 8  |
| 3     | B2     | Francesco Orlando (All Games Alcamo)         | 0  | 19   | 20    | 0,950 | 4  |
| 4     | B2     | Francis Connesson (Billard Club Andernos)    | 2  | 40   | 50    | 0,800 | 4  |
| 4     | B3     | Libero Picciano (All Games Alcamo)           | 0  | 31   | 50    | 0,620 | 4  |
| 5     | B1     | Frédéric Caudron (A.E.J./Dallinga)           | 2  | 40   | 18    | 2,222 | 8  |
| 5     | B2     | Filipos Kasidokostas (Billard Club Andernos) | 0  | 28   | 18    | 1,555 | 8  |
| 6     | B1     | Dick Jaspers (A.E.J./Dallinga)               | 2  | 40   | 20    | 2,000 | 9  |
| 6     | B2     | Roland Forthomme (Billard Club Andernos)     | 0  | 14   | 20    | 0,700 | 3  |
| 7     | B1     | Eddy Merckx (A.E.J./Dallinga)                | 0  | 39   | 26    | 1,500 | 8  |
| 7     | B2     | Jérôme Barbeillon (Billard Club Andernos)    | 2  | 40   | 26    | 1,538 | 9  |
| 8     | B1     | Jean Paul de Bruijn (A.E.J./Dallinga)        | 2  | 40   | 16    | 2,500 | 9  |
| 8     | B2     | Francis Connesson (Billard Club Andernos)    | 0  | 21   | 16    | 1,312 | 4  |
| 9     | B1     | Frédéric Caudron (A.E.J./Dallinga)           | 2  | 40   | 14    | 2,857 | 8  |
| 9     | B3     | Michele Notarrigo (All Games Alcamo)         | 0  | 8    | 14    | 0,571 | 2  |
| 10    | B1     | Dick Jaspers (A.E.J./Dallinga)               | 2  | 40   | 17    | 2,352 | 14 |
| 10    | B3     | Emilio Sciacca (All Games Alcamo)            | 0  | 13   | 17    | 0,764 | 4  |
| 11    | B1     | Eddy Merckx                                  | 2  | 40   | 22    | 1,818 | 7  |
| 11    | B3     | Francesco Orlando (All Games Alcamo)         | 0  | 21   | 22    | 0,954 | 5  |
| 12    | B1     | Jean Paul de Bruijn (A.E.J./Dallinga)        | 2  | 40   | 21    | 1,904 | 15 |
| 12    | B3     | Libero Picciano (All Games Alcamo)           | 0  | 23   | 21    | 1,095 | 7  |

| Gruppenabschluss |        |                  |     |      |      |       |       |       |       |    |
| Platz            | Gruppe | Name             | MP  | PP   | Pkt. | Aufn. | GD    | BMD   | BED   | HS |
| 1                | B      | A.E.J./Dallinga  | 4:0 | 14:2 | 319  | 154   | 2,071 | 2,162 | 2,857 | 15 |
| 2                | B      | BC Andernos      | 2:2 | 10:6 | 263  | 204   | 1,289 | 1,290 | 2,105 | 9  |
| 3                | B      | All Games Alcamo | 0:4 | 0:16 | 171  | 198   | 0,863 | –     | –     | 7  |

## Finalrunde
Gespielt wurde am 31. Mai 2014 im Knock-out-Modus.
| Pkt.  | erzielte Punkte                                                                                          |
| Aufn. | benötigte Aufnahmen (beim Sieger zum Gewinn)                                                             |
| ED    | Einzeldurchschnitt                                                                                       |
| BMD   | Bester Mannschaftsdurchschnitt (alle Spieler. Punkte ÷ Aufnahmen; je höher desto besser)                 |
| BED   | Bester Einzeldurchschnitt eines Spielers                                                                 |
| HS    | Höchstserie; höchste Anzahl der Karambolagen die während einer Aufnahme gespielt wurden                  |
| MP    | Match Points (Sieger = 2; Unentschieden = 1; Verlierer = 0; Bei Gleichstand kommt der bessere GD weiter) |
| PP    | Partie Punkte (Sieger = 2; Verlierer = 0)                                                                |
|       | Gewinner zieht ins Finale ein                                                                            |
|       | 1. Platz (Gold)                                                                                          |
|       | 2. Platz (Silber)                                                                                        |
|       | 3. Platz (Bronze). Die Verlierer des Halbfinales sind automatisch Drittplatzierte                        |
|       | Bester GD des Turniers                                                                                   |

### Halbfinale 1
31. Mai 2015; 10:00h
| Spiel | Gruppe | Name                                         | MP | Pkt. | Aufn. | ED    | HS |
| ----- | ------ | -------------------------------------------- | -- | ---- | ----- | ----- | -- |
| 1     | A      | Tayfun Taşdemir (B. B. Spor Kulübü)          | 2  | 40   | 23    | 1,739 | 6  |
| 1     | B      | Filipos Kasidokostas (Billard Club Andernos) | 0  | 33   | 23    | 1,434 | 6  |
| 2     | A      | Lütfi Çenet (B. B. Spor Kulübü)              | 1  | 40   | 29    | 1,379 | 6  |
| 2     | B      | Roland Forthomme (Billard Club Andernos)     | 1  | 40   | 29    | 1,379 | 7  |
| 3     | A      | Murat Naci Çoklu (B. B. Spor Kulübü)         | 0  | 26   | 22    | 1,181 | 8  |
| 3     | B      | Jérôme Barbeillon (Billard Club Andernos)    | 2  | 40   | 22    | 1,818 | 4  |
| 4     | A      | Adnan Yüksel (B. B. Spor Kulübü)             | 0  | 31   | 36    | 0,861 | 5  |
| 4     | B      | Francis Connesson (Billard Club Andernos)    | 2  | 40   | 36    | 1,111 | 5  |

| Abschluss |        |                                   |     |     |      |       |       |       |       |    |
| Platz     | Gruppe | Name                              | MP  | PP  | Pkt. | Aufn. | GD    | BMD   | BED   | HS |
| Finale    | B      | BC Andernos                       | 2:0 | 5:3 | 153  | 110   | 1,390 | 1,390 | 1,818 | 7  |
| 3         | A      | Bahcelievler Belediye Spor Kulübü | 0:2 | 3:5 | 137  | 110   | 1,245 | –     | 1,739 | 8  |

### Halbfinale 2
31. Mai 2015; 12:00h
| Spiel | Gruppe | Name                                  | MP | Pkt. | Aufn. | ED    | HS |
| ----- | ------ | ------------------------------------- | -- | ---- | ----- | ----- | -- |
| 1     | A      | Torbjörn Blomdahl (FC Porto)          | 0  | 34   | 23    | 1,478 | 9  |
| 1     | B      | Frédéric Caudron (A.E.J./Dallinga)    | 2  | 40   | 23    | 1,739 | 6  |
| 2     | A      | Daniel Sánchez (FC Porto)             |    | 27   | 25    | 1,080 | 5  |
| 2     | B      | Dick Jaspers (A.E.J./Dallinga)        |    | 30   | 25    | 1,200 | 6  |
| 3     | A      | Joao Pedro Ferreira (FC Porto)        | 0  | 26   | 18    | 1,444 | 8  |
| 3     | B      | Eddy Merckx                           | 2  | 40   | 18    | 2,222 | 8  |
| 4     | A      | Rui Manuel Costa (FC Porto)           |    | 27   | 27    | 1,000 | 6  |
| 4     | B      | Jean Paul de Bruijn (A.E.J./Dallinga) |    | 36   | 28    | 1,285 | 6  |

| Abschluss |        |                        |     |     |      |       |       |       |       |    |
| Platz     | Gruppe | Name                   | PP  | MP  | Pkt. | Aufn. | GD    | BMD   | BED   | HS |
| Finale    | B      | A.E.J./Dallinga        | 2:0 | 4:0 | 146  | 94    | 1,583 | 1,583 | 2,222 | 8  |
| 3         | A      | Futebol Clube do Porto | 0:2 | 0:4 | 114  | 93    | 1,225 | –     | –     | 9  |

### Finale
31. Mai 2015: 16:00h
| Spiel | Gruppe | Name                                         | MP | Pkt. | Aufn. | ED    | HS |
| ----- | ------ | -------------------------------------------- | -- | ---- | ----- | ----- | -- |
| 1     | B      | Frédéric Caudron (A.E.J./Dallinga)           | 2  | 40   | 19    | 2,105 | 8  |
| 1     | B      | Filipos Kasidokostas (Billard Club Andernos) | 0  | 24   | 19    | 1,263 | 5  |
| 2     | B      | Dick Jaspers (A.E.J./Dallinga)               |    | 35   | 16    | 2,187 | 7  |
| 2     | B      | Roland Forthomme (Billard Club Andernos)     |    | 20   | 16    | 1,250 | 9  |
| 3     | B      | Eddy Merckx                                  | 2  | 40   | 19    | 2,105 | 8  |
| 3     | B      | Jérôme Barbeillon (Billard Club Andernos)    | 0  | 17   | 19    | 0,894 | 6  |
| 4     | B      | Jean Paul de Bruijn (A.E.J./Dallinga)        |    | 30   | 14    | 2,142 | 6  |
| 4     | B      | Francis Connesson (Billard Club Andernos)    |    | 30   | 14    | 2,142 | 6  |

| Abschluss |        |                       |     |     |      |       |       |       |       |    |
| Platz     | Gruppe | Name                  | PP  | MP  | Pkt. | Aufn. | GD    | BMD   | BED   | HS |
| 1         | B      | A.E.J./Dallinga       | 2:0 | 4:0 | 145  | 68    | 2,132 | 2,132 | 2,105 | 8  |
| 2         | B      | Billard Club Andernos | 0:2 | 0:4 | 91   | 68    | 1,388 | –     | –     | 9  |

## Abschlusstabelle 2014/15
| MP    | Match Points (Sieger = 2; Unentschieden = 1; Verlierer = 0) |
| Pkte. | Erzielte Karambolagen                                       |
| Aufn. | Benötigte Versuche                                          |
| GD    | Generaldurchschnitt                                         |
| BED   | Bester Einzeldurchschnitt eines Spielers                    |
| HS    | Höchstserie                                                 |
|       | Bester GD des Turniers                                      |
|       | Bester ED des Turniers                                      |
|       | Beste HS des Turniers                                       |
|       | 1. Platz (Gold)                                             |
|       | 2. Platz (Silber)                                           |
|       | 3. Platz (Bronze)                                           |

| Phase           | Platz | Name                               | MP  | PP    | Pkt. | Aufn. | MGD   | BMD   | HS |
| --------------- | ----- | ---------------------------------- | --- | ----- | ---- | ----- | ----- | ----- | -- |
| Finale          | 1     | A.E.J./Dallinga                    | 8   | 22:2  | 610  | 316   | 1,930 | 2,162 | 15 |
| Finale          |       | Spieler                            |     | PP    | Pkt. | Aufn. | GD    | BED   | HS |
| Finale          |       | Frédéric Caudron                   |     | 8:0   | 160  | 74    | 2,261 | 2,857 | 8  |
| Finale          |       | Dick Jaspers                       |     | 4:0   | 145  | 78    | 1,858 | 2,352 | 14 |
| Finale          |       | Eddy Merckx                        |     | 6:2   | 159  | 85    | 1,870 | 2,222 | 8  |
| Finale          |       | Jean Paul de Bruijn                |     | 4:0   | 146  | 79    | 1,848 | 2,500 | 15 |
| Finale          | 2     | Billad Club Andernos               | 4:4 | 15:13 | 507  | 382   | 1,327 | 1,390 | 9  |
| Finale          |       | Spieler                            |     | PP    | Pkt. | Aufn. | GD    | BED   | HS |
| Finale          |       | Filipos Kasidokostas               |     | 2:6   | 125  | 79    | 1,582 | 2,105 | 9  |
| Finale          |       | Roland Forthomme                   |     | 3:3   | 114  | 100   | 1,140 | 1,379 | 9  |
| Finale          |       | Jérôme Barbeillon                  |     | 6:2   | 137  | 87    | 1,574 | 2,000 | 9  |
| Finale          |       | Francis Connesson                  |     | 4:2   | 131  | 116   | 1,129 | 1,111 | 6  |
| Halb- finale    | 3     | Bahçelievler Belediye Spor Kulübü  | 4   | 16:8  | 457  | 271   | 1,686 | 2,162 | 13 |
| Halb- finale    |       | Spieler                            |     | PP    | Pkt. | Aufn. | GD    | BED   | HS |
| Halb- finale    |       | Tayfun Taşdemir                    |     | 5:1   | 120  | 61    | 1,967 | 2,222 | 10 |
| Halb- finale    |       | Lütfi Çenet                        |     | 4:2   | 120  | 68    | 1,764 | 2,105 | 13 |
| Halb- finale    |       | Murat Naci Çoklu                   |     | 3:3   | 106  | 75    | 1,413 | 1,739 | 8  |
| Halb- finale    |       | Adnan Yüksel                       |     | 4:2   | 111  | 67    | 1,656 | 2,857 | 10 |
| Halb- finale    | 3     | Futebol Clube de Porto             | 2   | 6:10  | 383  | 320   | 1,196 | 1,179 | 9  |
| Halb- finale    |       | Spieler                            |     | PP    | Pkt. | Aufn. | GD    | BED   | HS |
| Halb- finale    |       | Torbjörn Blomdahl                  |     | 2:4   | 101  | 63    | 1,603 | 1,818 | 9  |
| Halb- finale    |       | Daniel Sánchez                     |     | 3:1   | 107  | 72    | 1,486 | 2,105 | 8  |
| Halb- finale    |       | João Pedro Ferreira                |     | 2:4   | 105  | 73    | 1,438 | 1,250 | 9  |
| Halb- finale    |       | Rui Manuel Costa                   |     | 1:3   | 82   | 75    | 1,093 | 1,176 | 6  |
| Gruppen- phase  | 5     | BK Grøndal                         | 0:4 | 3:13  | 271  | 203   | 1,334 | –     | 9  |
| Gruppen- phase  | 6     | All Games Alcamo                   | 0:4 | 0:16  | 171  | 198   | 0,863 | –     | 7  |
| Quali- fikation | 7     | Societat Coral Colón               | 7:1 | 25:7  | 632  | 476   | 1,327 | 1,467 | 14 |
| Quali- fikation | 8     | Etasis BSK                         | 6:2 | 21:11 | 584  | 491   | 1,189 | 1,376 | 10 |
| Quali- fikation | 9     | BCC Witten 1931                    | 6:2 | 19:13 | 561  | 515   | 1,089 | 1,290 | 9  |
| Quali- fikation | 10    | CB Mataro                          | 4:2 | 15:9  | 413  | 374   | 1,104 | 1,164 | 17 |
| Quali- fikation | 11    | Leça Futebol Clube                 | 4:2 | 14:10 | 410  | 477   | 0,859 | 0,907 | 10 |
| Quali- fikation | 12    | Bristol Odense                     | 6:2 | 20:12 | 563  | 460   | 1,223 | 1,254 | 17 |
| Quali- fikation | 13    | Wiener Billard Assoziation         | 4:4 | 18:14 | 547  | 637   | 0,862 | 1,081 | 12 |
| Quali- fikation | 14    | D.L. Sails                         | 4:4 | 18:14 | 512  | 615   | 0,832 | 0,950 | 10 |
| Quali- fikation | 15    | BC Deurne                          | 3:3 | 12:12 | 440  | 507   | 0,867 | 0,893 | 12 |
| Quali- fikation | 16    | Masters B.C.                       | 2:4 | 10:14 | 358  | 370   | 0,967 | 1,059 | 7  |
| Quali- fikation | 17    | BC Zürich                          | 2:6 | 15:17 | 483  | 622   | 0,776 | 0,864 | 11 |
| Quali- fikation | 18    | As. Sportive Laxovienne de Billard | 2:6 | 9:23  | 475  | 546   | 0,869 | 0,993 | 12 |
| Quali- fikation | 19    | Green Planet G.                    | 1:5 | 9:23  | 515  | 500   | 1,030 | 0,937 | 10 |
| Quali- fikation | 20    | BSK Union Wien                     | 1:7 | 8:24  | 469  | 507   | 0,925 | 0,965 | 18 |
| Quali- fikation | 21    | Bergisch-Gladbacher BC             | 1:5 | 8:16  | 396  | 492   | 0,804 | 0,946 | 7  |
| Quali- fikation | 22    | BC De Goeie Queue                  | 0:8 | 2:30  | 449  | 648   | 0,692 | –     | 9  |
| Quali- fikation | 23    | La Chaux-de-Fonds                  | 0:6 | 2:30  | 323  | 609   | 0,530 | –     | 6  |
| Quali- fikation | 24    | AB Luxemburg                       | 0:6 | 0:24  | 209  | 376   | 0,555 | –     | 6  |